# Germaine Brus

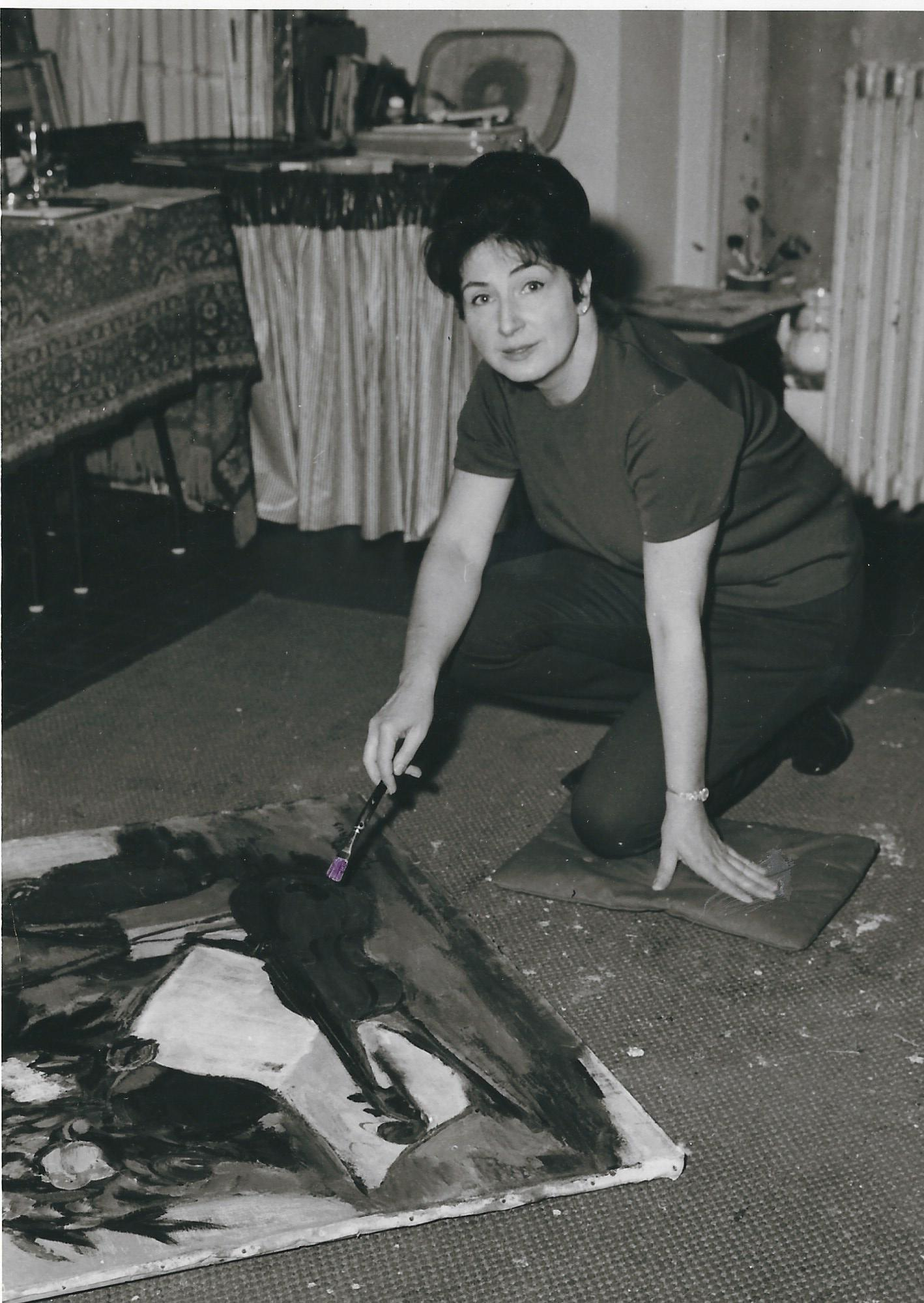
Germaine Brus in haar atelier, 1968

Germaine Brus (Antwerpen, 1 juni 1915 – aldaar , 5 juli 2015) was een Belgisch kunstschilderes. Haar meisjesnaam was Germaine Ongenaert. Ze schilderde al op jonge leeftijd, maar begon pas in 1957 met haar studies aan de Koninklijke Academie voor Schone Kunsten van Antwerpen. Zij deed dit op aanraden van directeur Julien Creytens, die ook tijdens die studententijd haar mentor bleef.

## Leven en werk
Brus bereikte haar artistieke hoogtepunt in de jaren 60 en 70 van de 20e eeuw en schilderde in de stijlen postimpressionisme, expressionisme en fauvisme. Haar werk werd gekenmerkt door een sterk kleurgebruik. Zij maakte onder meer bloemstukken, portretten, naakten en landschappen.
Na het overlijden van haar echtgenoot in 1974 trok Brus zich terug uit de publiciteit, maar bleef wel nog een aantal jaren tekenen en schilderen. Haar laatst bekende werk dateert van 1984. De werken van Brus treft men meestal aan in privéverzamelingen, zowel in België als in de rest van Europa en ook de Verenigde Staten.
Ze overleed uiteindelijk een maand na haar 100e verjaardag.

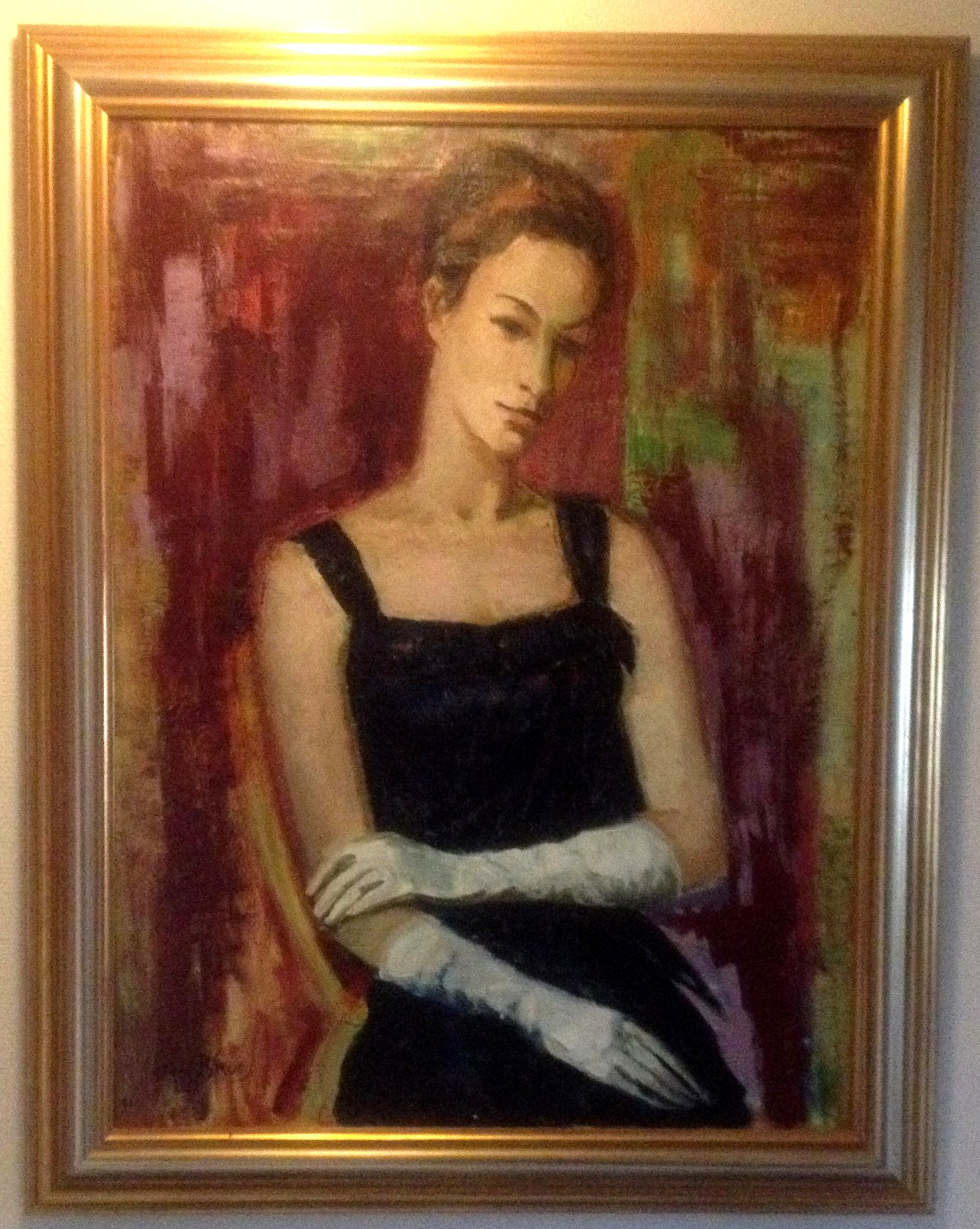
Ingrid, Prijs Verrept 1961

## Behaalde prijzen
- Prijs Sir Philip Oppenheimer 1959[10]
- Prijs Laurent Meeus 1959
- Prijs De Keyser 1960[11]
- Prijs Verrept 1961[12]
- Prijs Clan 1962
- Grand Prix du Salon de la Société de l’Ecole Française voor de Antwerpse groep, Musée d’Art Moderne 1962[13]